# Grève des machinistes de Boeing de 2008
La grève de machinistes de Boeing de 2008 est une grève d'environ 27 000 machinistes chez Boeing en raison de la sous-traitance, de la sécurité de l'emploi, des salaires et des avantages sociaux, a commencé le 7 septembre 2008,,.
Le syndicat, l'Association internationale des machinistes et des travailleurs et travailleuses de l’aérospatiale, et Boeing semblaient peu enclins à faire des compromis pour mettre fin à la grève. L'entreprise avait 3 700 avions en commande, ce que les membres du syndicat espéraient utiliser comme levier pour faire pression sur Boeing afin de mettre fin à la grève.
Fin octobre 2008, un accord provisoire a été conclu entre Boeing et le syndicat, dans lequel Boeing a fait plusieurs concessions. Boeing a informé les ingénieurs de la Society of Professional Engineering Employees in Aerospace (en) que l'entreprise prévoyait de réduire la sous-traitance sur les futurs avions, y compris le prochain modèle 787 Dreamliner.
Le 1er novembre 2008, les membres du syndicat ont ratifié le contrat, mettant fin à la grève de huit semaines. Le nouveau contrat a été approuvé par 74 % des votants. Il s'agissait de la plus longue grève contre Boeing par ce syndicat depuis 1995, et de la quatrième en vingt ans. La grève a coûté aux membres du syndicat une perte de salaire moyenne de 7 000 dollars et a coûté à l'entreprise 100 millions de dollars par jour en revenus et pénalités, avec un report de la livraison des avions. Boeing disposait d'un carnet de commandes de 350 milliards de dollars.